# Azángaro (província)
Azángaro é uma província do Peru localizada na região de Puno. Sua capital é a cidade de Azángaro.

## Distritos da província
- Achaya
- Arapa
- Asillo
- Azángaro
- Caminaca
- Chupa
- José Domingo Choquehuanca
- Muñani
- Potoni
- Saman
- San Antón
- San José
- San Juan de Salinas
- Santiago de Pupuja
- Tirapata